# Twentsch Bierhuis
Het Twentsch Bierhuis, voorheen: Langweerder Veerhuis en Logement, is de benaming voor een pand op de hoek van het Hoogend en Singel in de binnenstad van Sneek.
Het pand, gebouwd omstreeks 1619, werd van 1756 tot 1860 bewoond door de familie Brouwer. Na de dood van Ate Feyes Brouwer werd het pand te koop aangeboden. Bij de verkoop werd het omschreven als "Het vanouds bekende Langweerder Veerhuis en Logement". Het veerhuis was in het pand gevestigd van 1795 tot 1861.
In 1886 werd het gebouw gekocht door Philippus Kuipers die hier het "Depôt der Twentsche Bierbrouwerij Almelo" stichtte, dat in 1964 zou sluiten. Later zou de zoon van Kuipers het pand overnemen waarna hier later onder meer de radio- en televisiewinkel van de familie Plas zou worden gevestigd. 
Het pand verloederde, tot het in 1974 werd gekocht door Stichting Oud Sneek. De stichting liet het pand en naastgelegen huisje restaureren in 1977.